# 漢他病毒

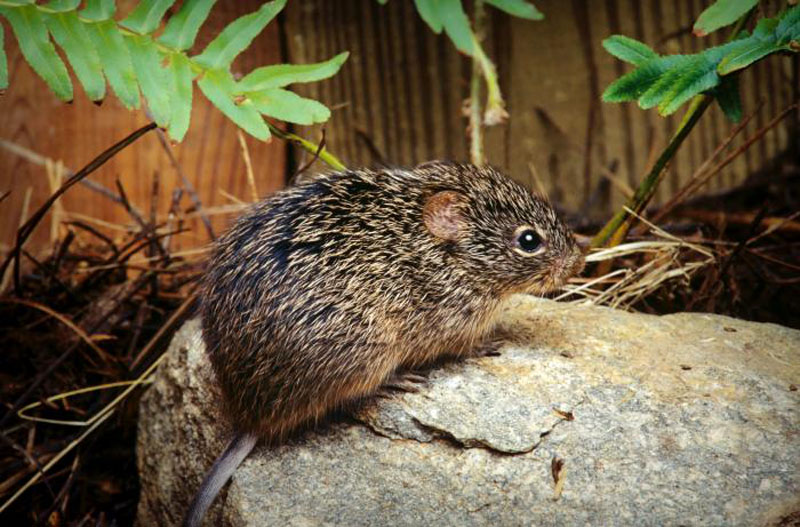
棉鼠 (Sigmodon hispidus) 為傳播漢他病毒的帶原者之一

漢他病毒（hantavirus）又譯漢坦病毒、漢灘江病毒，属于布尼亚病毒目汉坦病毒科正汉坦病毒属成员，是具有包膜且分节段的负链单股RNA病毒，为肾综合征出血热（HFRS）及汉坦病毒肺综合征（HPS）的病原体。漢他病毒經由啮齿目动物（常为鼠类）傳染給人類而引起致命傳染病，因此被列為生物性危害最高第四級病毒。
正汉坦病毒属（Orthohantavirus）包括汉坦病毒、汉城病毒、普马拉病毒和多布拉伐病毒。
腎症候群出血熱（HFRS）早於第二次世界大戰前1930年代已被記載於俄羅斯阿穆爾河沿岸（即黑龍江）和瑞典出現。在 1950 年至 1953 年期間，有 3000 名美國士兵在朝鮮戰爭期間感染了漢他病毒，因而爆發了大規模疫情。當時在一些小型爆發中，死亡率從6-8%到超過33%不等。引致腎症候群出血熱（HFRS）的病毒於1978年由韓國生物學家李镐汪從韓國漢灘江附近的黑線姬鼠（Apodemus agrarius/Stripped field mouse）肺组织中分離出來。該病毒因此被稱為「漢他病毒」（Hantaan Virus)，屬於漢坦病毒屬、布尼亞病毒科。後來發現該病也可由其他漢他病毒屬引起，包括首爾品種、普馬拉品種和多布拉瓦品種，每年在歐洲和亞洲感染超過 200,000 人。引致 肾综合征出血热（HFRS）的漢他病毒被統稱為舊大陸漢他病毒（Old World Hantavirus）。。
1993年，一種新的漢他病毒病出現在美國西南部的新墨西哥州、亞利桑那州、科羅拉多州和猶他州。這種疾病後來被稱為汉坦病毒肺综合征（HPS）。該病是由不同品種的漢他病毒引起的，它被稱為辛諾布爾病毒（Sin Nombre virus）。它的宿主是鹿白足鼠（Peromyscus maniculatus/deer mouse）。此後，美國發現了數種導致汉坦病毒肺综合征（HPS）的新漢坦病毒。可引起汉坦病毒肺综合征（HPS）的漢他病毒稱為新世界漢他病毒。
現時被發現的漢他病毒屬約有二十多個品種。各個品種均有各自的鼠類宿主、臨床症狀和病理特徵。

## 病毒學
漢他病毒由單股RNA包含3個節段所組成，屬布尼亞病毒目（Bunyaviridae），直徑約100n，易被油性溶劑（如酒精、漂白水等）去活化。对酸、热的抵抗力弱，在60℃经1小时可灭活。

## 傳播
目前已知受漢他病毒感染的黑线姬鼠、刚毛棉鼠、北美鹿鼠、稻大鼠和美國白足鼠會將漢他病毒傳播給人。

## 症狀和體徵
已被漢他病毒（Hantavirus）感染的齧齒類動物將病毒傳播給人。感染的潛伏期約二至三星期。患者因血管內皮細胞出現病變而引起多樣症狀，如因血管通透性增加出現低血壓性休克及出血性症狀。因應感染病毒的品種，患者可出現肾综合征出血热 (HFRS) 或汉坦病毒肺综合征(HPS)，並出現不同的症狀。

### 腎症候群出血熱
潛伏期一般是12～16天，但最長可達2個月，後突然急性發高燒且持續3～8天、出現結膜充血、虛弱、背痛、頭痛、腹痛、厭食及嘔吐等症狀。出血發生在第3～6天，接著出現蛋白尿、低血壓或休克。輕微腎病變，但亦可能惡化至急性腎衰竭，且維持數週。死亡率約1-15％ (首爾品種、漢他品種和多布拉瓦品種)和 <1%（普馬拉品種）。存活者多於在數週至數月內肺功能恢復正常，少數有肺功能缺損之後遺症。

### 漢他病毒肺症候群
漢他病毒肺症候群或漢他病毒心肺症候群是漢他病毒感染較嚴重的病症，並主要侵襲肺部。潛伏期尚未有確切定論，一般認為範圍在6天至數週之間。早期主要為非特異性症狀，如發燒、疲倦與嚴重的肌肉痛（尤其是大肌群，如大腿、背部等），半數以上伴有頭痛、胃部不適嘔吐、暈眩與寒顫。約在發病4～10天後，始出現咳嗽及呼吸急促等症狀，一旦心肺症狀出現，病程可能快速發展至呼吸衰竭與休克。死亡率達40%以上。多數死於因肺泡微血管透水性上升引起的非心源性肺水腫。部分個案出現可致命的嚴重休克。生還者一般可從急性階段迅速恢復，但要完全的復康需要長達數月以恢復心肺功能。

## 診斷
臨床上，蛋白尿、白血球數偏高、血小板數偏低、血液尿素水平上升可以支持漢他病毒感染的診斷。
漢他病毒感染須由實驗室確切診斷，包括檢測病毒抗原、病毒核酸及抗體檢測。抗體檢測包括以免疫螢光抗體測定法（IFA）及酵素免疫分析法（ELISA）檢驗特異性IgM抗體，多數病人於住院期間IgM可攀升四倍或以上。病毒核酸檢測可以聚合酶連鎖反應（PCR）核測特異性核糖核酸（RNA）。

## 治療
現時並無針對漢他病毒的藥物，只有支持性的治療，例如於發熱階段止痛退熱、鎮靜、維持體液平衡；於低血壓階段維持血壓；於泌尿不足階段限制水份攝取、矯正低血鈣、甚至進行血液透析以暫時代替腎功能；於恢復排尿階段監察並穩定體液平衡。於漢他病毒肺症候群（HPS），維持體液和電解質平衡和血壓，有需要時進行機械通氣。

## 流行病學
漢他病毒目前已遍布全球。

### 中國大陸
中國的疫情呈下降趨勢，每年感染宗數由2004年26,000宗降至2007年8,745宗。每年死亡數字由2004年213宗降至104宗。中國境內的感染個案主要由黑線姬鼠 (Apodemus agrarius/Stripped field mouse) 携帶的首爾品種和由褐鼠 (Rattus norvegicus) 携帶的漢他品種引起。黑線姬鼠 主要活躍於鄉郊地區，而褐鼠主要活躍於人口密集地區。

### 香港
由1995至2009年間，香港共有42宗感染個案，當中1人死亡。

### 日本
日本於1960至1972年期間曾發生漢他病毒爆發，導致100人受感染，2人死亡。於是1978至1980年期間，曾於郊區出現零星個案。

### 韓國
每年感染個案均有數百至數千宗。

### 澳洲
現時澳洲並無漢他病毒感染病例。

### 歐洲
漢他病毒於歐洲廣泛分布。由1990至2006年間，於19個歐盟國家呈報的案例共有30,000宗。當中，69.6%的案例出現在芬蘭。

### 俄羅斯
由1996至2006年間，於俄羅斯呈報的案例共有89,162宗。

### 美洲
從1993年首宗漢他病毒肺症候群(HPS)個案在美國出現起至少2007年3月止，共有465宗漢他病毒肺症候群(HPS)個案在美國被呈報，當中35%的個案引致死亡。
在加拿大，首宗漢他病毒感染呈報於1994年，至今共有至少50宗案例。在中美洲及南美，包括巴拿馬、阿根廷、玻利維亞、巴西、智利、巴拉圭和烏拉圭，於1993至2004年4月期間共有1910宗感染個案，當中有384宗死亡個案。

### 非洲
現時漢他病毒在非洲的流行病學數據不足。

## 下属物种
本属包括以下物种：
- 安第斯病毒 Andes virus 
  - 貝爾梅霍病毒 Bermejo virus
  - 萊奇瓜納斯病毒 Lechiguanas virus
  - 馬西埃爾病毒 Maciel virus
  - 奧蘭病毒 Oran virus
  - 佩爾加米諾病毒 阿根 Pergamino virus
- 貝尤病毒 Bayou virus
- 黑溪運河病毒 Black Creek Canal virus
- 卡尼奧德爾加蒂圖病毒 Cano Delgadito virus
- 多布拉瓦-貝爾格萊德病毒 Dobrava-Belgrade virus 
  - 薩列馬島病毒 Saaremaa virus（俄罗斯）
- 莫洛峽谷病毒 El Moro Canyon virus 
  - 莫洛峽谷病毒RM-97 El Moro Canyon virus RM-97 virus
- 漢坦病毒 Hantaan virus 
  - 阿穆爾病毒 Amur virus
  - 大別山病毒 Da Bie Shan virus
  - 漢坦病毒76-118 Hantaan virus 76-118
  - 漢坦病毒HV114 Hantaan virus HV114
  - 伊斯拉維斯塔病毒 Isla Vista virus
- 哈巴羅夫斯克病毒 Khabarovsk virus （俄罗斯）
- 拉古納內格拉病毒 Laguna Negra virus
- 穆勒舒病毒 美 Muleshoe virus
- 紐約病毒 New York virus 
  - 紐約病毒RI-1病毒 New York virus -RI-1
- 普羅斯佩克山病毒 Prospect Hill virus 
  - 布盧迪蘭德湖病毒 Bloodland Lake virus
- 普馬拉病毒 Puumala virus （芬兰）
  - 胡克蓋杜病毒-上磯-8Cr-95病毒 Hukkaido virus-Kamiiso-8Cr-95 virus
  - 茂朱病毒 Muju virus
  - 普馬拉病毒-索特卡莫型 Puumala virus-Sotkamo
  - 普馬拉病毒Urmurtia/338Cg/92 Puumala virus-Urmurtia/338Cg/92
- 里約馬莫雷病毒 Rio Mamore virus
- 里約塞貢多病毒 Rio Segundo virus 
  - 漢城病毒 Seoul virus	漢城病毒HR80-39 Seoul virus HR80-39
  - 漢城病毒L99 Seoul virus L99
  - 漢城病毒SR-11 Seoul virus -SR-11
- 辛努柏病毒 Sin Nombre virus 
  - 藍河病毒-印第安納型 Blue River viru-Indiana
  - 藍河病毒-俄克拉何馬型 Blue River viru-Oklahoma
  - 康韋克特克里克 107病毒 Sin Nombre virus Convict Creek 107
  - 莫農加希拉病毒 Monongahela virus
  - 辛努柏病毒NMH10型 Sin Nombre virus NMH10
- 泰國病毒 Thailand virus
- 索托帕拉亞病毒 Thottapalayam virus
- 託普格拉夫病毒 Topografov virus
- 圖拉病毒 Tula virus 
  - 圖拉病毒摩拉維亞/Ma5302V株 Tula virus Moravia/Ma5302V
  - 圖拉病毒圖拉/Ma76/87株 Tula virus Tula/Ma76/87

## 外部連結
- 微生物免疫學-Bunyaviridae（布尼亞病毒科） （页面存档备份，存于）
- 香港衛生防護中心：漢坦病毒感染 （页面存档备份，存于）
- 香港衛生防護中心傳病媒介疾病科學委員會 Review of Hantavirus Infection in Hong Kong （页面存档备份，存于）